# دين ما بعد الحداثة
دين ما بعد الحداثة هو أي نوع من الدين الذي تأثر بمذاهب وفلسفات ما بعد الحداثة. من أمثلة الأديان التي يمكن أن تفسر باستعمال فلسفة ما بعد الحداثة: مسيحية ما بعد الحداثة، ووثنية ما بعد الحداثة الجديدة، وبوذية ما بعد الحداثة. ليس دين ما بعد الحداثة محاولة لإبعاد الدين عن المجال العام، بل هو منهج فلسفي في الدين ينظر إلى الافتراضات الأرثوذكسية نظرًا نقديًّا؛ لأنها قد تعكس تفاوت القوى في المجتمع لا الحقائق الكونية. ترى أنظمة ما بعد الحداثة الفكرية الدينية أن الحقائق متعددة ذاتية معتمدة على الرؤية الكونية للفرد. تقر تفسيرات ما بعد الحداثة وتقيّم الكثرة في التأويلات المتعددة للحقيقة والوجود وطرائق النظر. في دين ما بعد الحداثة رفض للتقسيمات الحادة والقصص العالمية أو السائدة، وهذا يعكس مبدأً من المبادئ الأساسية في فلسفة ما بعد الحداثة. يؤكد تفسير ما بعد الحداثة للدين على النقطة الرئيسة القاضية بأن الحقيقة الدينية فردانية ذاتية تسكن في الفرد نفسه.

## الانتقائية واللاهوت غير الدوجمائي
حسب فلسفة ما بعد الحداثة، لا يزال المجتمع في حالة تغير دائم، ولا وجود لحقائق مطلقة، يدعم دين ما بعد الحداثة منظور الفرد ويضعف قوة المؤسسات والأديان التي تتعامل مع الحقائق الخارجية. يعتقد دين ما بعد الحداثة أنه ما من حقيقة دينية كونية ولا شريعة دينية كونية، بل إن الحقيقة تشكلها السياقات المجتمعية والتاريخية والحضارية حسب الفرد والزمان والمكان. قد يسعى الفرد في أن يعتمد انتقاء من معتقدات وشعائر دينية متنوعة حتى يضمّ هذه المعتقدات والشعائر في نظرته الكونية الدينية.
في اليابان ترابطت وتعايشت الأفكار الشنتوية والبوذية معًا، وقد يكون بعض ممارسي البوذية توليفيّين في مذهبهم فيها. يحدث التوليف أو التوفيق في الأديان الشرقية. كذلك يمكن تأويل بعض المذاهب الهندوسية والوثنية الجديدة من منظور فلسفة ما بعد الحداثة. يمكن لدين ما بعد الحداثة أن يكون غير متعصب لرايه بل توفيقيًّا انتقائيًّا، فيعتمد على أديان وتقاليد متنوعة، ويتحدى مفهوم الحقائق المطلقة.

## الانحياز التاريخي
تكتب المجموعات القوية في المجتمع التاريخ، وهو ما يتيح لها أن تهمش أو تكبت أو تسيء التعبير عن المجموعات الأخرى المقموعة أو الضعيفة. كما قال ونستون تشرشل، «التاريخ يكتبه المنتصرون».
يؤكد تفسير ما بعد الحداثة للدين على أهمية مساءلة ونقد الانحياز التاريخي عند دراسة الدين من وجهة نظر تاريخية، فعلى سبيل المثال تؤكد دراسات الدكتوراه في جامعة هارفارد على استعمال سياقات أوسع من التاريخ والدراسات المقارنة. هذه «السياقات الأوسع» هي التي تجعل الدين قضية صالحة لدراسة ما بعد الحداثة. يُنتَهَج في دراسة الدين عادة منهج يعتمد على وجهة النظر التاريخية، يقر تفسير ما بعد الحداثة بأن التاريخ قد يكون أعيدت صياغته بطريقة منحازة جوهريًّا لترسيخ العقائد السائدة لأهل السلطة.

## إصدارات الحقيقة
يقر دين ما بعد الحداثة ويقبل إصدارات مختلفة من الحقيقة، فعلى سبيل المثال يمكن أن تبتكَر العقائد والشعائر والممارسات وتحوَّل وتخلَق ويعاد تأسيسها حسب الحقائق والتفضيل الفردي والأساطير والقصص والطرز الأولية والشعائر والقيم الحضارية والمعتقدات، وكل هذا خاضع لتغير دائم. قد يعتمد الأفراد الذين يفسرون الدين باستعمال فلسفة ما بعد الحداثة على تواريخ حضارات متعددة من أجل دعم معتقداتهم الدينية بالمعلومات، وقد يتساءلون أو يستعيدون أو يتحدون وينقدون بعض تمثيلات الدين في التاريخ اعتمادًا على نظريات ما بعد الحداثة التي تقول إن الحقائق متنوعة وذاتية وتعتمد على الاهتمامات والتفسيرات الفردية.

## تفسيرات ما بعد الحداثة للأديان

### المسيحية
يضم تأويل المسيحية باستعمال نظريات ما بعد الحداثة عادة بإيجاد توازن بين الإقرار بالتعددية، أي تعدد وجهات النظر والأثر التاريخي في العقيدة، وبين التطرف في فلسفة ما بعد الحداثة. يقول جون ريغز إن فلسفة ما بعد الحداثة والمسيحية، لكلٍّ منهما كثيرٌ ليقدّمه لصاحبه. ويؤكد على أن المسيحيين الذين تبنوا عناصر من تفكير ما بعد الحداثة لا يزالون في حاجة إلى الإقرار بأن بعض أفكارهم عن الحقيقة يجب أن تُصلَح وتكون واقعية من أجل أن يكون لهم «دعاوى ذات معنى في مواضيع مهمة مثل الأخلاق والله». من أمثلة الحركات الدينية التي تستعمل تفكير ما بعد الحداثة: الكنيسة المستجدة.

## روحانية ما بعد الحداثة
تشير روحانية ما بعد الحداثة إلى أنماط جديدة من الروحانية في سياق مجتمعات ما بعد الحداثة في عالم معولَم. وفيها: تنازَع النظرات الكونية الحداثية السابقة، وتنتقَد التفسيرات واليقينيات القديمة.